# Herrschaftsgericht Irlbach
Das Herrschaftsgericht Irlbach war ein bis 1848 bestehendes Herrschaftsgericht der Familie Bray im Unterdonaukreis des Königreichs Bayern, das auf der Basis des Edikts vom 16. August 1812 im Jahr 1814 gebildet worden war.

## Geschichte
Der Ort Irlbach gehörte ursprünglich den Freiherren von Leoprechting, war Teil des Kurfürstentums Bayern und bildete eine geschlossene Hofmark. Schloss Irlbach wurde 1811 von François Gabriel de Bray erworben und wurde Sitz der Standesherrschaft der Familie Bray. 1818 entstand die heutige politische Gemeinde Irlbach, die wegen der bis 1848 fortbestehenden Sonderrechte des Adels als Patrimonialgemeinde I. Klasse dem Herrschaftsgericht Irlbach zugeordnet war. 1820 wurde das Herrschaftsgericht in ein Patrimonialgericht umgewandelt. Bei der von König Ludwig I. veranlassten Gebietsreform vom 29. November 1837 wurde der Unterdonaukreis in Niederbayern umbenannt. Mit der Revolution von 1848/49 wurden die Sonderrechte des Adels aufgehoben. Die Gebiete des Gerichts wurden dem Landgericht älterer Ordnung Straubing zugeordnet.